# Sibbaldiopsis tridentata
Espèce
Classification APG III (2009)
Sibbaldiopsis tridentata est une espèce de plantes à fleurs de la famille des Rosaceae.
En 2009, une révision taxinomique propose d'inclure l'espèce dans le genre Sibbaldia. Selon l'acceptation ou non de cette révision, l'espèce pourrait changer de nom en Sibbaldia tridentata (Aiton) Paule & Soják

## Description
Cette plante herbacée basse (généralement une dizaine de centimètres de hauteur), ligneuse à la base, présente des feuilles pennées en trois lobes dentés à leur extrémité. Les fleurs blanches donnent naissance à des akènes.

## Synonyme
Potentilla tridentata  Aiton

### Sibbaldiopsis tridentata
- (en) Catalogue of Life : Sibbaldiopsis tridentata (Sol.) Rydb.
- (fr + en) ITIS : Sibbaldiopsis tridentata  (Ait.) Rydb.
- (en) NCBI : Sibbaldiopsis tridentata (taxons inclus)
- (en) GRIN : espèce Potentilla tridentata  Aiton